# Private pilot licence

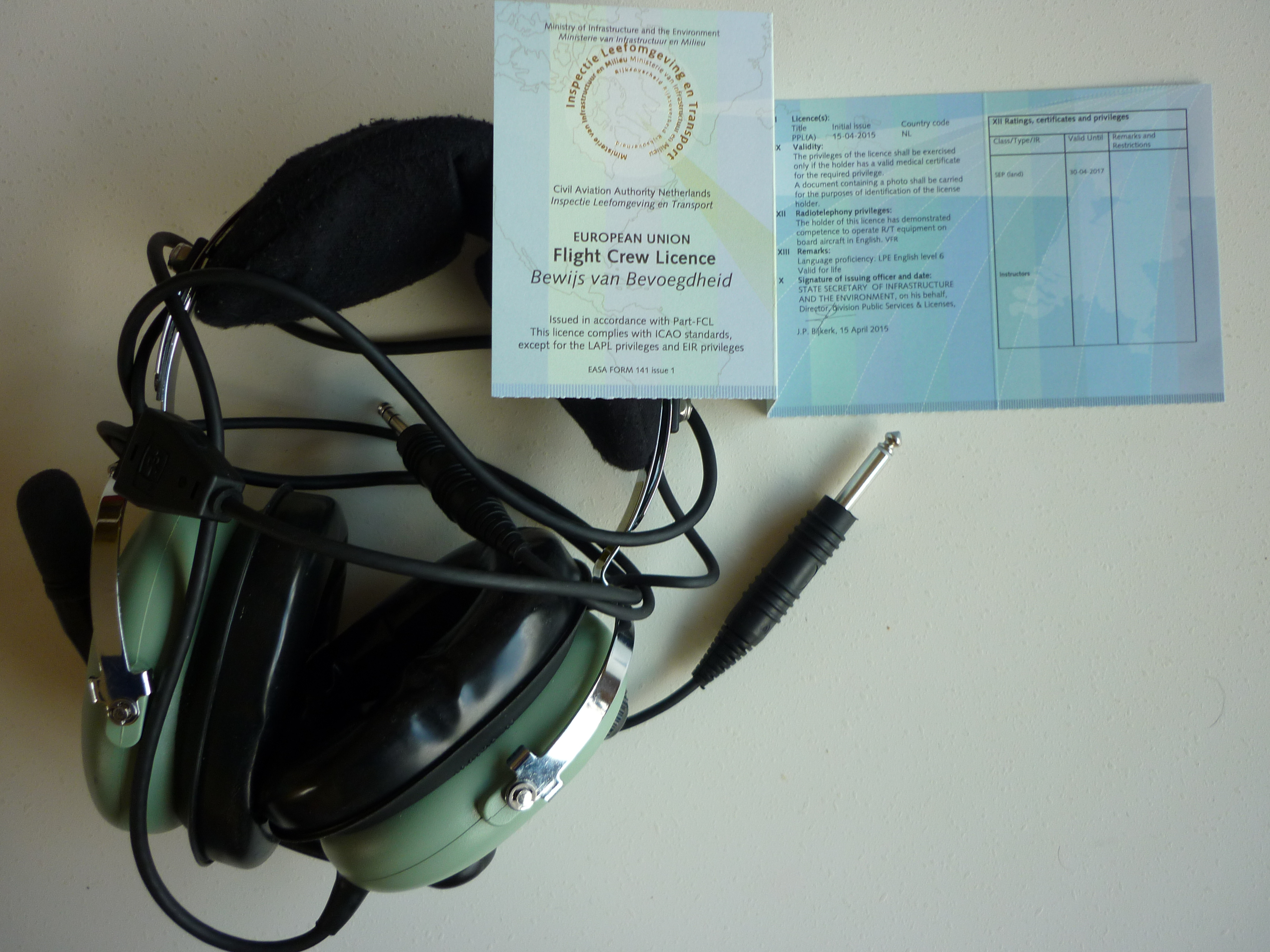
Nederlands PPL-brevet afgegeven door de Inspectie Leefomgeving en Transport

Een private pilot licence (PPL), in de Verenigde Staten bekend als een private pilot certificate (PPC), is een vliegbrevet waarmee iemand privévlieger wordt. De PPL gaat vaak samen met een SEP class-rating, waarmee men de bevoegdheid krijgt om te vliegen in een eenmotorig vliegtuig. Men mag dan alleen vliegen zonder dat er een beloning (geld of in natura) tegenover staat, dus niet commercieel.
Nederland maakt deel uit van het EASA-gebied. Net als in de andere lidstaten worden piloten in Nederland opgeleid voor een EASA-brevet. Hierbij bestaat het theoretisch gedeelte van de vliegbrevetten light aircraft pilot licence (LAPL) en PPL uit de volgende examenvakken: 
- Principles of Flight & Aircraft General Knowledge
- Flight Performance & Planning
- Meteorology
- Navigation
- Air Law & Operational Procedures
- Human Performance and Limitations
- Radio/Telefonie (R/T)

Voor de radiotelefonie wordt de Engelse taal gebruikt. Naast het theoretisch gedeelte is er ook een praktijkexamen radiotelefonie. Om uiteindelijk de bevoegdheid te krijgen om daadwerkelijk te communiceren via de radio moet de vlieger ook nog een Language Proficiency Exam (LPE) afleggen.
Met een standaard-PPL mag men uitsluitend vliegen in VFR-condities. Het is mogelijk om op de PPL een instrument rating te halen en dan mag ook IFR worden gevlogen. Met een PPL is men in principe wereldwijd bevoegd om te vliegen, maar uitsluitend in vliegtuigen met een registratiekenmerk van een EASA-lidstaat. Voor toestellen die onder een andere autoriteit vallen, bijvoorbeeld de FAA, dient men een brevet te hebben dat door die autoriteit wordt erkend.
Om een PPL te halen, dient men het theoretisch gedeelte succesvol te hebben afgerond en daarnaast minimaal 45 vlieguren op zijn naam te hebben. Van deze 45 uren moeten minimaal tien uren solo zijn gevlogen en moet er een overlandvlucht van ten minste 150 zeemijl zijn gemaakt, met een fullstoplanding op minimaal twee andere vliegvelden dan het vliegveld van vertrek.
Om te mogen vliegen met passagiers moet de piloot in de 90 dagen voorafgaand aan de vlucht ten minste drie starts en landingen gemaakt hebben als gezagvoerder binnen de klasse- of typerating.